# Deyvison Fernandes de Oliveira
Deyvison Fernandes de Oliveira, oder einfach Deyvison oder Deyvison Fernandes (* 9. Oktober 1991 in São Luís), ist ein brasilianischer Fußballspieler.

## Karriere
Deyvison erlernte das Fußballspielen in der Jugendmannschaft des AD Cabofriense im brasilianischen Cabo Frio. Bis Mitte 2012 stand er bei Bangu AC in Rio de Janeiro unter Vertrag. Im August 2012 wechselte er nach Europa. Hier unterschrieb er in Ungarn einen Vertrag bei Vasas Budapest. Der Verein aus der ungarischen Hauptstadt Budapest spielte in der zweiten Liga, der Nemzeti Bajnokság II. Für Vasas bestritt er 15 Zweitligaspiele. Im August 2013 kehrte er nach Brasilien zurück. Bis 2019 stand er bei den brasilianischen Vereinen Madureira EC, America FC (RJ), Bonsucesso FC, AE Evangélica, Anápolis FC, Guarani EC (MG), GE Anápolis und São Gonçalo EC unter Vertrag. Anfang 2020 zog es ihn nach Asien. In Thailand unterschrieb er einen Vertrag beim Songkhla FC. Der Verein aus Songkhla spielte in der vierten Liga, der Thai League 4, in der Southern Region. Für Songkhla bestritt er zwei Viertligaspiele. Im August 2020 verpflichtete ihn der Zweitligist MOF Customs United FC aus der thailändischen Hauptstadt Bangkok. Sein Zweitligadebüt in Thailand gab er am 13. September 2020 im Spiel gegen Nakhon Pathom United FC.  Hier wurde er in der 68. Minute für Adisak Ganu eingewechselt. Nach 13 Zweitligaspielen für die Customs wechselte er Ende Dezember 2020 zum Ligakonkurrenten Nongbua Pitchaya FC nach Nong Bua Lamphu. Im März 2021 feierte er mit Nongbua die Zweitligameisterschaft und den Aufstieg in die erste Liga. Nach dem Aufstieg verließ er den Verein. Zu Beginn der Saison 2021/22 unterschrieb er einen Vertrag beim Zweitligisten Lampang FC. Am Ende der Saison wurde er mit dem Verein aus Lampang Tabellenvierte und qualifizierte sich somit für die Aufstiegsspiele zur ersten Liga. Hier konnte man sich durchsetzen und stieg in die erste Liga auf. Nach insgesamt 40 Ligaspielen wechselte er im Januar 2023 zum Zweitligisten Chiangmai United FC. Für den Verein aus Chiangmai bestritt er 17 Zweitligaspiele. Nach der Saison wurde sein Vertrag nicht verlängert. Anfang Juli 2023 unterschrieb er in Nakhon Ratchasima einen Vertrag beim Erstligaabsteiger Nakhon Ratchasima FC.  Am Ende der Saison 2023/24 feierte er mit dem Verein aus Nakhon Ratchasima die Meisterschaft der zweiten Liga sowie den direkten Wiederaufstieg in die erste Liga. Mit 22 Treffern wurde Deyvison Torschützenkönig der Liga. Nach zwei Spielzeiten, in der er 62 Ligaspiele bestritt, wurde sein Vertrag im Sommer 2025 nicht verlängert. Im Juli 2025 nahm ihn der Zweitligist Mahasarakham SBT FC unter Vertrag.

## Erfolge
Nongbua Pitchaya FC
- Thailändischer Zweitligameister: 2020/21  ▲

Nakhon Ratchasima FC
- Thailändischer Zweitligameister: 2023/24  ▲

## Auszeichnungen
Thai League 2
- Torschützenkönig: 2023/24 (22 Tore)